# Wielomian Ehrharta
W matematyce wielomian całkowity ma powiązany wielomian Ehrharta, który koduje związek między objętością wielomianu a liczbą punktów całkowitych, które zawiera wielomian. Teoria wielomianów Ehrharta może być postrzegana jako wyższe uogólnienie twierdzenia Picka na płaszczyźnie euklidesowej.
Wielomiany te zostały nazwane na cześć Eugène'a Ehrharta, który badał je w latach 60. XX wieku.